# Arvid Auner
Arvid Auner (Graz, 31 gennaio 1997) è uno snowboarder austriaco.

## Biografia
Originario di Graz e specializzato nello snowboard alpino, Arvid Auner ha esordito a livello internazionale il 8 dicembre 2012 in Coppa Europa di snowboard in slalom gigante parallelo a Lachtal, classificandosi 72º. Il 9 gennaio 2015 ha debuttato in Coppa del Mondo, giungendo 49º nello slalom parallelo di Bad Gastein. A Berchtesgaden, il 20 marzo 2021 ha ottenuto il suo primo podio nel massimo circuito, chiudendo al terzo posto nella gara della stessa disciplina vinta dall'Italiano Aaron March. Sempre in slalom parallelo ha ottenuto l'11 gennaio dell'anno successivo la sua prima vittoria, imponendosi a Bad Gastein. Ai Mondiali di Bakuriani 2023 ha vinto l'argento nello slalom parallelo. Al termine della stagione 2024-2025 ha vinto la Coppa del Mondo di slalom parallelo. A Engadina 2025 ha nuovamente vinto la medaglia d'argento iridata nello slalom parallelo.

## Palmarès

### Mondiali
- 2 medaglie:
  - 2 argenti (slalom parallelo a Bakuriani 2023; slalom parallelo a Engadina 2025)

### Mondiali juniores
- 1 medaglia:
  - 1 bronzo (slalom gigante parallelo a Klínovec 2017)

### Coppa del Mondo
- Miglior piazzamento nella Coppa del Mondo di parallelo: 7º nel 2024
- Vincitore della Coppa del Mondo di slalom parallelo nel 2025
- 10 podi:
  - 3 vittorie
  - 7 secondi posti

#### Coppa del Mondo - vittorie
| Data             | Località      | Paese    | Specialità |
| ---------------- | ------------- | -------- | ---------- |
| 11 gennaio 2022  | Bad Gastein   | Austria  | PSL        |
| 25 febbraio 2024 | Krynica-Zdrój | Polonia  | PGS        |
| 21 dicembre 2024 | Davos         | Svizzera | PSL        |

Legenda:

PGS = Slalom gigante parallelo

PSL = Slalom parallelo